# Havkatten (1919)
Havkatten – duński torpedowiec z okresu międzywojennego i II wojny światowej, jedna z 10 zbudowanych jednostek typu Springeren. Okręt został zwodowany 3 maja 1919 roku w stoczni Orlogsværftet w Kopenhadze, a do służby w Kongelige Danske Marine wszedł w czerwcu 1920 roku. Okręt został internowany w Szwecji w sierpniu 1943 roku, dokąd udało mu się dopłynąć unikając przejęcia przez Niemców. Pod banderę duńską powrócił po zakończeniu wojny, a ze służby został wycofany w 1948 roku.

## Projekt i budowa
Okręt był jedną z 10 zbudowanych jednostek typu Springeren, których projekt bazował na zbudowanym na licencji Normanda w kopenhaskiej stoczni w 1907 roku torpedowcu „Ormen” . Okręty były od początku przestarzałe, jednak niski koszt budowy zaowocował zbudowaniem dużej serii jednostek .
„Havkatten” zbudowany został w stoczni Orlogsværftet w Kopenhadze . Stępkę okrętu położono w listopadzie 1918 roku, a zwodowany został 3 maja 1919 roku .

## Dane taktyczno-techniczne
Okręt był niewielkim torpedowcem o długości całkowitej 38,5 metra, szerokości 4,25 metra i zanurzeniu 2,74 metra . Wyporność standardowa wynosiła 93 tony, a pełna 109 ton . Okręt napędzany był przez maszynę parową potrójnego rozprężania o mocy 2000 KM, do której parę dostarczały dwa kotły . Jednośrubowy układ napędowy pozwalał osiągnąć prędkość 24,6 węzła . Okręt zabierał zapas 15 ton węgla, co zapewniało zasięg wynoszący 425 Mm przy prędkości 14 węzłów .
Okręt wyposażony był w dwie wyrzutnie torped kalibru 450 mm: stałą na dziobie i obrotową na pokładzie . Uzbrojenie artyleryjskie stanowiły dwa pojedyncze 6-funtowe działa pokładowe kalibru 57 mm M1885 L/40 .
Załoga okrętu składała się z 24 oficerów, podoficerów i marynarzy .

## Służba
„Havkatten” wszedł do służby w Kongelige Danske Marine w maju 1920 roku . W 1920 roku okręt otrzymał numer taktyczny 2, zmieniony trzy lata później na B10, zaś w 1929 roku na R4 . 29 sierpnia 1943 roku okręt zdołał opuścić port w Kopenhadze, by uniknąć przejęcia przez Niemców, po czym dopłynął do Szwecji, gdzie został internowany . Okręt powrócił do Danii po zakończeniu działań wojennych w maju 1945 roku . Jednostka została wycofana ze służby w listopadzie 1948 roku.